# Didone abbandonata (film)
Didone abbandonata è un cortometraggio muto italiano del 1910 diretto da Luigi Maggi.